# Placa fibrosa
Placa aterosclerótica (placa fibrosa) consiste em agregado de células: macrófagos e outros leucócitos, células musculares lisas, células da matriz extracelular (MEC), assim como fibras colágenas e elásticas, além de lipídeos intracelulares e extracelulares. Acomete preferencialmente a camada intima das artérias, podendo afetar secundariamente também a camada média, não se manifestando em todo leito vascular, visto a predileção por focos de desvio de fluxo e áreas de turbulência. Tipicamente é composta por uma cápsula superficial fibrosa, a qual é formada por células musculares lisas e de MEC densa. Posteriormente localizam-se os macrófagos, células musculares lisas e linfócitos, e logo abaixo as células espumosas compostas por lipídeos e detritos gordurosos. 

## Etiopatogenia e Fatores de risco
A aterosclerose não apresenta etiologia única, associando-se epidemiologicamente a múltiplas causas, mais conhecidas como fatores de risco. Estes podem apresentar-se como um comportamento adquirido, como, por exemplo, o tabagismo, ou um traço genético, como a hiperlipidemia familiar. Vários deles, no entanto, embora herdados, são também modificáveis, como, por exemplo, a hipertensão arterial e a dislipidemia. 
Os fatores de risco tradicionais, classificados pelo Framingham Heart Study, incluem tabagismo, dislipidemia, hipertensão arterial sistêmica, resistência insulínica e diabetes mellitus, obesidade e sedentariasmo. Novos estudos avaliam também outros fatores como a elevação da proteína C reativa de alta sensibilidade (PCR).
- Tabagismo: Prejudica diretamente a função endotelial, incluindo suas propriedades vasodilatadora, antitrombótica e fibrinolítica, é capaz de acelerar a oxidação da lipoproteína de baixa densidade (LDL) e ainda induzir infamação.

- Dislipidemia: O acúmulo de lipídios na íntima depende do balanço entre entrada e saída das partículas: lipoproteína de baixa densidade (LDL) e lipoproteína de alta densidade (HDL); o que torna os baixos níveis de HDL um fator de risco provavelmente tão importante quanto os elevados níveis de LDL. A endocitose do colesterol é mediada por receptores para LDL. Para que as células endocitem LDL é necessária a síntese do receptor para LDL, a qual é inibida pelo aumento dos níveis intracelulares de colesterol, acumulando-se na corrente sanguínea.

- Hipertensão arterial: Contribui para a lesão vascular, além de associar-se a outros fatores de risco como a obesidade.

- Diabetes mellitus e síndrome metabólica: Levam a hipertrigliceridemia, baixos níveis de HDL, alterações da partícula do LDL tornando-o mais aterogênico. Efeito deletério a exposição crônica de elevados níveis de glicose, tendo a deposição irreversível de produtos finais da glicosilação avançada (AGEs) como a via de maior impacto na aterosclerose.

## Fisiopatologia
Os principais componentes envolvidos na formação da placa são a disfunção endotelial, a deposição de lipídeos e a reação inflamatória na parede vascular.
A formação da placa aterosclerótica se inicia com uma agressão ao endotélio vascular das artérias, com consequente disfunção endotelial, o que causa aumento da permeabilidade da camada íntima das artérias às Lipoproteínas plasmáticas, causando aumento da retenção destas partículas no espaço subendotelial. A retenção excessiva gera acúmulo de LDL contendo grupos acil-graxos parcialmente oxidados na matriz extracelular das células que revestem as artérias. É importante ressaltar que as placas ateroscleróticas tendem a se formar em regiões onde um processo de lesão crônica (ex: bifurcação arterial) nas quais o estresse físico contínuo ocasiona a disfunção endotelial.
Os macrófagos possuem receptores para LDL conhecidos como receptor scarvenger (“removedor”): os receptores removedores classe A (RR-A). Diferentemente dos receptores para LDL das demais células, os receptores removedores nos macrófagos não sofrem inibição para entrada de LDL quando há altos níveis de colesterol intracelular.
Quando os componentes lipídicos e as apoliproteínas B são oxidados, esses compostos sofrem modificações químicas que podem transformar as LDLs circulantes em ligantes reconhecidos pelos receptores removedores.
Como os receptores removedores nos macrófagos não sofrem inibição para entrada de LDL quando há altos níveis de colesterol intracelular, haverá acúmulo de colesterol e ésteres de colesterol no interior dos macrófagos, os quais se transformarão em células espumosas ao migrarem para a camada íntima. Essas células repletas de colesterol são constituintes da placa fibrosa (placa aterosclerótica). As células espumosas sofrem apoptose quando ocorre acúmulo de colesterol.
O LDL oxidado promove também a adesão de plaquetas e linfócitos às células endoteliais. Todos estes componentes celulares inflamatórios vão produzir citocinas que irão promover a migração das células musculares da camada média para a camada íntima, além do seu crescimento, proliferação e produção de componentes da matriz extracelular, ocasionando um processo fibrótico mediado por colágeno e proteoglicanos. A migração e a proliferação das células musculares lisas vasculares alteram a estrutura da parede vascular, possibilitando sua projeção para a luza da artéria, interferindo no fluxo sanguíneo.
À medida que este processo evolui, com perpetuação da inflamação e fibrose, a lesão tende à calcificação e necrose.
Assim, progressivamente as artérias são ocluídas pela formação das placas, as quais são constituídas por material da matriz extracelular, tecido cicatricial formado por tecido muscular liso e células espumosas remanescentes. 
A ruptura, ulceração ou erosão da placa fibrosa pode levar a hemorragia ou a um evento tromboembólico com a oclusão do lúmen do vaso do local da lesão ou em sítios distantes a esta.

## Aspectos morfológicos

### Lesão inicial (tipo I)
É representada pelo acúmulo de lipoproteínas e poucos macrófagos contendo lipídeos (células espumosas, vacuoladas ou xantomizadas) na íntima. As alterações são discretas e, macroscopicamente, a artéria é normal.

### Estria lipídica (tipo II)
Trata-se da progressão da lesão do tipo I e na qual já são encontradas alterações macroscópicas. Na íntima são vistas áreas amareladas planas, bem delimitadas, arredondadas ou de forma alongada, acompanhando o eixo do vaso.

### Placa pré-ateromatosa (lesão intermediária, ou tipo III)
Resulta da progressão da lesão anterior e é representada por pequenos acúmulos de lipídeos extracelulares na lesão, mas sem a formação de um grande núcleo central com lipídeos extracelulares.

### Placa ateromatosa (tipo IV)
Apresenta-se macroscopicamente como lesão arredondada, ovoide ou alongada, de cor amarelada e consistência macia, que faz saliência na luz vascular. Ao corte, a lesão é formada por massa de material amorfo, branco-amarelado, localizada na íntima e recoberta por capa fibrosa densa. 
Microscopicamente, a lesão é geralmente excêntrica e cresce em direção à luz do vaso. A massa amorfa corresponde a um centro necrótico composto por restos celulares e material lipídico, principalmente colesterol e seus esteres. São vistos também macrófagos e células musculares lisas, muitas contendo lipídeos no citoplasma e formando as células espumosas. Há ainda quantidade variável de componentes da matriz extracelular (proteoglicanos e fibras).
Logo abaixo do endotélio existe uma capa fibrosa constituída predominantemente por fibroblastos e fibras colágenas. A transição entre a capa fibrosa e a parede arterial é formada por células musculares, macrófagos e linfócitos T Tanto na placa como sobretudo em suas bordas, existem fibroblastos e capilares neoformados.

### Placa fibroateromatosa (tipo V)
É formada predominantemente por fibroblastos e musculatura lisa, podendo conter pequenos depósitos de lipídeos. Essa lesão resulta da reabsorção dos lipídeos pelo organismo, processo que reduz o tamanho da lesão e a transforma em uma placa fibrosada.

### Placa complicada (tipo VI)
Com o tempo e permanência dos fatores de risco pode haver complicações como: ulceração e ruptura, trombose, hemorragia e calcificação.

## Complicações
A aterosclerose, por ser um processo que leva ao estreitamento ou completa oclusão da luz arterial, clinicamente pode cursar com infarto do miocárdio (se o bloqueio é em uma artéria coronária que irriga o coração), acidente vascular encefálico (bloqueio de uma artéria que irriga o cérebro) ou doença vascular periférica (estreitamento das artérias da perna causa dor característica ao caminhar, conhecida como claudicação intermitente).